# Rátz Kálmán
Nagymegyeri Rátz Kálmán (eredetileg Rácz, Komárom, 1888. augusztus 10. – Bischofzell, Svájc, 1951. július 13.) katonatiszt, közíró, nyugalmazott huszárőrnagy, szélsőjobboldali politikus.

## Élete
Evangélikus vallású földbirtokos családból származott. A gimnázium alsó négy osztályát Komáromban végezte, majd a nagyváradi honvéd hadapródiskolába járt. A négy év elvégzését követően 1907. augusztus 18-án hadapród tiszthelyettesként a pécsi 8. honvéd huszárezredhez helyezték. 1908 májusáig Pécsett majd Keszthelyen állomásozott. Ott 1908. november 1-én hadnaggyá léptették elő, majd a budapesti 1. honvéd huszárezredben teljesített szolgálatot. Részt vett az I. világháborúban, de 1916-ban orosz fogságba esett. Tomszkban, Szentpéterváron és Taskentben tartották fogva, ahonnan többedmagával kalandos úton megszökött, és Lengyelországon keresztül tért haza.
Hazaérkezése után 1918-ban századossá léptették elő. Egyik alapítója volt a Magyar Országos Véderő Egyesületnek (MOVE).
1918 decemberében részt vett abban a tiszti összeesküvésben, amely Schnetzer Ferenc tábornokot kívánta diktátorként az ország élére állítani. 1919 februárjában ettől független ügyben, lázításért letartóztatták és a Tanácsköztársaság alatt is börtönben volt. A Tanácsköztársaság bukását követően különítményes tiszt, a nevével fémjelzett különítmény parancsnoka.
1920 után tevékenyen részt vett az irredenta mozgalmakban. A Debreceni Egyetemen történészi? végzettségre és egyetemi doktori fokozatra tett szert. 1925-től 1935-ig hadtörténészként a Hadtörténeti Levéltárban dolgozott.
Egyes források szerint a 30-as évek elején szembefordult a kormánnyal és baloldali körökkel lépett kapcsolatba. Madzsar József, József Attila  és Agárdi Ferenc barátja. Más források szerint azonban Madzsar elképzeléseinek megfelelően kereste a kapcsolatot Agárdi olyan jobboldaliakkal, jobboldali politikusokkal, akik erre fogadókészséget mutattak és voltaképpen Gömbös életében nem távolodott el a Nemzeti Egység Pártjától, de a korábbi kormánypárttól sem.
Agárdi ismertette össze József Attilával.
1932 októberétől vett részt Gömbös miniszterelnök, régi katonatársa titkos párt és kormányprogram előkészítő összejövetelein. Novembertől feltehetően Gömbös nyomására jut publikációs lehetőséghez a Pesti Napló hasábjain. Egyes források szerint cikkeinek, könyveinek legalábbis a vázlatát, mások szerint egészét - alkalmazkodva Rátz személyiségéhez és politikai irányultságához - Agárdi Ferenc és esetleg más baloldali értelmiségiek írták. Más források szerint Rátz ilyen módon segítette publikációs lehetőséghez azokat a barátait, akik enélkül saját néven ilyen témakörökben nem jelentethették volna meg írásaikat. A Mongólia, a Távol Kelet ütközőállama című neve alatt megjelent könyvet bizonyosan Lázár Vilmos írta.
Ebből az időből származik József Attila A nemzeti szocializmus című (kezdetű), publikálása után a 80-as években nagy vihart kavaró írása, amelyet Rátz ösztönzésére fogalmazott meg, de a maga korában nyilvánosságra nem került és röviddel elkészülte után maga József Attila is elhatárolódott tőle.
Rátz kifejezetten Gömbös közbenjárására lett országgyűlési képviselő 1935-ben (1939-ig). Rendkívül ellentmondásos politikai pályája során viszont 1939-ben már nyilas programmal választották képviselőnek, miután előzőleg Imrédyvel is szembefordult. 1938-tól 1939-ig jelentette meg Holnap, 1939-től 1944-ig A Holnap címmel újságját, ami egy időben (1938. december 16-ától) a Nyilaskeresztes Párt egyik hivatalos hetilapja lett. 1941-ben kilépett a nyilaskeresztes pártból és félhivatalos kormánytámogatással Független Magyar Szocialista Párt néven németellenes nyilas ellenpártot hozott létre.
1941 áprilisában névleges kormányzati támogatással a Szovjetunióba utazott a gazdasági és kulturális kapcsolatok előmozdítása, konkrétan különféle magyar vállalatok számára színesfémek vásárlására és kulturális csereprogram szervezésére, de útja – feltehetően mindkét kormány bizalmatlansága folytán – kevés eredménnyel járt.
1941 decemberében a parlamentben egyedül tiltakozott az Egyesült Államokkal szembeni hadüzenet ellen.
1944-ben a németek letartóztatták és Mauthausenbe hurcolták, onnan azonban még 1944 szeptemberében kiszabadult és visszatért Magyarországra, de a nyilas uralom alatt bujkálni kényszerült.
1948-ban emigrált. Svájcban telepedett le, és ott is hunyt el 1951-ben.

## Művei
- Az oroszországi cseh-szlovák légió története, Madách Nyomda Lap- és Könyvkiadó, Budapest, 1930
- A pánszlávizmus története, Athenaeum, Budapest, 1941, Lucidus Kiadó, Budapest, 2000, ISBN 9638595469
- Oroszország története, Grill Károly Könyvkiadóvállalata, Budapest, 1943
- Európa hatalmi, politikai és gazdasági süllyedése
- Harc az energiáért és nyersanyagokért
- Eurázsia hatalmi, politikai és gazdasági viszonylatai

Rátz Kálmán név alatt megjelent Agárdi Ferenc mű:
- Afrika ébred, Utazási Könyvek Kiadóhivatala, Budapest, 1936
- Utópista szocialisták, Budapest, 1941

A Dr. Rácz Kálmán név alatt megjelent Lázár Vilmos írás:
- Mongólia, a Távol Kelet ütközőállama, Budapest, 1938, Szerkesztő: Lázár Vilmos

(Lehetséges, hogy a többi művének szerzője is Agárdi Ferenc vagy mások voltak.)